# Fred Galiana
Fred Galiana (* 2. Juli 1931 in Quintanar de la Orden, Spanien; † 4. Juli 2005 in Orihuela, Alicante, Spanien) war ein spanischer Boxer. Er war Europameister der Berufsboxer im Federgewicht.

## Werdegang
Fred Galiana, eigentlich Exuperancio Diaz Galiana begann als Jugendlicher mit dem Boxen und wurde schon nach kurzer Amateurzeit im Alter von knapp 19 Jahren Berufsboxer. Sein Domizil war Mataro, Cataluña.
Er boxte in der Normalauslage (Linksausleger), d. h. seine rechte Hand war die Schlaghand. Mit dieser Hand war er enorm schlagstark, denn von den 189 Profikämpfen, die er in seiner Laufbahn bestritt, gewann er 154 und davon 90 durch K. o.
Seinen ersten Profikampf bestritt er am 17. Mai 1950 in Barcelona und gewann dabei über seinen spanischen Landsmann Fernando Caballero nach Punkten. Am 18. Juni 1952 verlor er in Barcelona gegen den deutschen Meister Rudi Langer nach Punkten. Bereits am 31. Dezember 1952 boxte er in Alicante erstmals um die spanische Meisterschaft im Federgewicht. Er verlor diesen Kampf gegen Jose Hernandez. Seine nächste Titelchance bekam er dann erst wieder am 20. Januar 1955. Er besiegte dabei im Leichtgewicht im Kampf um die spanische Meisterschaft seinen Gegner Angel Garcia durch K. o. Am 27. April 1955 besiegte er in Brüssel den Belgier Jean Sneyers durch Tech. K. o. in der 6. Runde und erkämpfte sich damit das Herausforderungsrecht an den amtierenden Federgewichts-Europameister Ray Famechon aus Frankreich. Vor diesem Kampf verteidigte er am 11. Juni 1955 in Barcelona seinen spanischen Titel im Leichtgewicht durch einen Techn. K.-o.-Sieg in der 10. Runde über Carmelo Beraza.
Der Kampf um den Europameister-Titel im Federgewicht gegen Ray Famechon fand am 3. November 1955 in Paris statt. Fred Galiana gewann diesen Kampf durch Techn. K. o. in der 6. Runde und war damit neuer Europameister. Am Jahresende 1955 wurde er in der US-amerikanischen Box-Fachzeitschrift „The Ring“ in der Weltrangliste hinter dem US-Amerikaner Sandy Saddler an Rang 2 geführt. Am 4. Mai 1956 verteidigte er den EM-Titel in Abidjan, Elfenbeinküste, durch einen Techn. K.-o.-Sieg in der 12. Runde über den Franzosen Jules Touan. Kurz darauf musste er diesen Titel niederlegen, weil er das Gewichtslimit für das Federgewicht nicht mehr bringen konnte. Künftig boxte er nur mehr im Leichtgewicht und gegen Ende seiner Karriere sogar im Weltergewicht.
Beim Versuch in seiner neuen Gewichtsklasse in Europa gleich eine Spitzenstellung zu erlangen scheiterte Fred Galiana am 23. Juni 1956 in der Vigorellibahn in Mailand, als er vor 15.000 Zuschauern von dem amtierenden Europameister in dieser Gewichtsklasse Duilio Loi in der 6. Runde k. o. geschlagen wurde. Auch der Versuch am 21. August 1957 in Barcelona spanischer Meister im Leichtgewicht zu werden, misslang, denn er boxte gegen den Titelverteidiger Bobby Ros nur unentschieden, womit dieser spanischer Meister blieb.
Nach diesem Kampf ging Fred Galiana für fast zwei Jahre nach Argentinien. Er bestritt dort am 17. November 1957 in Buenos Aires seinen ersten Kampf gegen Nestor Savino, den er nach Punkten gewann. Insgesamt bestritt er in Argentinien in Buenos Aires, Mendoza, Mar del Plata und anderen Veranstaltungsorten 22 Kämpfe, von denen er 19 gewann, dreimal boxte er unentschieden.
Nach seiner Rückkehr nach Spanien schlug er am 23. September 1959 in Madrid Bobby Ros über 12 Runden nach Punkten und wurde damit wieder spanischer Meister im Leichtgewicht. Gegen den gleichen Gegner verteidigte er am 4. November 1959 diesen Titel durch ein Unentschieden.
Ende 1959 und zu Beginn des Jahres 1960 kämpfte Fred Galiana dreimal in Deutschland. Dabei siegte er zweimal über Rudi Langer, einmal nach Punkten und einmal durch K. o. in der 5. Runde. Auch über Manfred Neuke siegte er durch K. o. und zwar in der 7. Runde. 1960 verteidigte er seinen spanischen Meistertitel noch durch einen Punktsieg über Manolo Garcia und durch einen K.-o.-Sieg in der 9. Runde über Juan Albornoz.
Danach wechselte er in das Weltergewicht und gab den spanischen Meistertitel im Leichtgewicht freiwillig zurück. Er schaffte es dann am 22. Mai 1963 in Madrid nach zwei misslungenen Versuchen gegen Luis Folledo mit einem K.-o.-Sieg in der 1. Runde über Andres Navarro Morena auch im Weltergewicht spanischer Meister zu werden. Diesen Titel verteidigte er am 25. September 1963 in Valencia durch einen Techn. K.-o.-Sieg in der 6. Runde über Francisco Ferri und am 13. September 1964 in Melilla durch einen K.-o.-Sieg in der 4. Runde über Lelo Suarez erfolgreich.
Am 23. Dezember 1964 verlor er den spanischen Meistertitel im Weltergewicht in Barcelona durch eine K.-o.-Niederlage in der 11. Runde gegen Carmelo Garcia.
Seinen letzten Kampf als Berufsboxer absolvierte Fred Galiana am 23. Dezember 1965 in Barcelona, dabei kam er zu einem K.-o.-Sieg in der 3. Runde über Jesse Jones.
Fred Galiana war auch als Schauspieler erfolgreich. In dieses Metier war er bereits während seiner aktiven Zeit als Boxer eingestiegen.
Nach dem Ende seiner Karriere betrieb er in seinem Heimatort Mataro eine Cafeteria.

## Titelkämpfe von Fred Galiana
| Datum      | Ort        | um den Titel von | Gewichtsklasse | Ergebnis                                                                         |
| 31.12.1952 | Alicante   | Spanien          | Feder          | Punktniederlage gegen Jose Hernandez                                             |
| 20.1.1955  | Barcelona  | Spanien          | Leicht         | K.O.-Sieg über Angel Garcia                                                      |
| 1.6.1955   | Barcelona  | Spanien          | Leicht         | Techn. K.O.-Sieg in der 10. Runde über Carmelo Beraza                            |
| 3.11.1955  | Paris      | Europa (EBU)     | Feder          | Techn. K.O.-Sieg in der 6. Runde über Ray Famechon, Frankreich                   |
| 4.5.1956   | Abidjan    | Europa (EBU)     | Feder          | Techn. K.O.-Sieg in der 12. Runde über Jules Touan, (Frankreich, Elfenbeinküste) |
| 21.8.1957  | Barcelona  | Spanien          | Leicht         | Unentschieden gegen Bobby Ros                                                    |
| 23.9.1959  | Madrid     | Spanien          | Leicht         | Punktsieg über Bobby Ros                                                         |
| 4.11.1959  | Barcelona  | Spanien          | Leicht         | Unentschieden gegen Bobby Ros                                                    |
| 21.7.1960  | Madrid     | Spanien          | Leicht         | Punktsieg über Manolo Garcia                                                     |
| 15.12.1960 | Santa Cruz | Spanien          | Leicht         | K.O.-Sieg in der 8. Runde über Juan Albornoz                                     |
| 14.7.1961  | Madrid     | Spanien          | Welter         | Punktniederlage gegen Luis Folledo                                               |
| 2.9.1961   | Madrid     | Spanien          | Welter         | Punktniederlage gegen Luis Folledo                                               |
| 22.5.1963  | Madrid     | Spanien          | Welter         | K.O.-Sieg in der 1. Runde über Andres Navarro Morena                             |
| 28.8.1963  | Barcelona  | Spanien          | Welter         | K.O.-Sieg in der 11. Runde über Vicente Ferrando                                 |
| 25.9.1963  | Valencia   | Spanien          | Welter         | Techn. K.O.-Sieg in der 6. Runde über Francisco Ferri                            |
| 13.9.1964  | Melilla    | Spanien          | Welter         | K.O.-Sieg in der 4. Runde über Lelo Suarez                                       |
| 23.12.1964 | Barcelona  | Spanien          | Welter         | K.o.-Niederlage in der 11. Runde gegen Carmelo Garcia                            |